# Mike King (cestista 1980)
Michael King, detto Mike (Guelph, 16 gennaio 1980), è un ex cestista canadese.

## Carriera
Con il Canada ha disputato i Campionati americani del 2003 e i Giochi panamericani del 2003.